# Liste der Mitglieder des Landtages des Saarlandes (3. Wahlperiode)

Sitzverteilung während der 3. Legislaturperiode

Diese Liste gibt einen Überblick über die Mitglieder des Landtages des Saarlandes der 3. Wahlperiode (1955–1961). Der dritte Landtag konstituierte sich am 2. Januar 1956.

## Zusammensetzung
Nach der Wahl vom 18. Dezember 1955 setzten sich die 50 Mandate des Landtages wie folgt zusammen:
| Fraktion                                          | Sitze (Beginn der Legislaturperiode) | Sitze (Ende der Legislaturperiode) |
| ------------------------------------------------- | ------------------------------------ | ---------------------------------- |
| Christlich Demokratische Union Deutschlands (CDU) | 14                                   | 22                                 |
| Christliche Volkspartei des Saarlandes (CVP)      | 13                                   | –                                  |
| Sozialdemokratische Partei Deutschlands (SPD)     | 7                                    | 8                                  |
| Demokratische Partei Saar (DPS)                   | 12                                   | 13                                 |
| fraktionslos                                      | 4                                    | 5                                  |

1. 1 2  Durch eine Entscheidung der Verfassungskommission vom 19. April 1956 erhielt die DPS einen der bisherigen CVP-Sitze.
2. ↑  ab 2. August 1957: Christlich-Soziale Union (CSU)
 19. April 1959: Vereinigung mit CDU-Fraktion
3. ↑  Sozialdemokratische Partei des Saarlandes (SPS): 2 Sitze
 Kommunistische Partei (KP): 2 Sitze

## Präsidium
PräsidentHeinrich Schneider (DPS), bis 13. Dezember 1956
Wilhelm Kratz (CDU), 18. März 1957 bis 26. Februar 1959
Julius von Lautz (CDU), 26. Februar 1959 bis 30. April 1959
Alfons Dawo (CDU), ab 4. November 1959
1. VizepräsidentWilhelm Kratz (CDU), bis 18. März 1957
Paul Simonis (DPS), ab 18. März 1957
2. VizepräsidentNikolaus Schreiner (SPD), bis 20. Dezember 1956
Alfons Dawo (CVP/CSU/CDU), 18. März 1957 bis 4. November 1959
Rudolf Recktenwald (SPD), ab 4. November 1959
1. SchriftführerJohann Loreng (CDU), bis 20. Dezember 1956
Rudolf Recktenwald (SPD), 18. März 1957 bis 4. November 1959
Johann Loreng (CDU), ab 4. November 1959
2. SchriftführerKurt John (DPS), bis 13. Dezember 1956
Johann Loreng (CDU), 18. März 1957 bis 4. November 1959
Kurt John (DPS), ab 4. November 1959

## Fraktionsvorsitzende
CDU-FraktionWilhelm Kratz, 18. Januar 1956 bis 25. Januar 1957
Erwin Albrecht, 25. Januar 1957 bis 18. März 1957
Josef Schmitt, 12. Juni 1957 bis 30. November 1959
Walter Lorang, 30. November 1959 bis 2. Januar 1961
CVP-FraktionMaria Schweitzer, 9. Januar 1956 bis 26. April 1956
Franz Ruland, 26. April 1956 bis 16. Dezember 1957
Irmgard Fuest, 7. Januar 1958 bis 19. April 1959
DPS-FraktionPaul Simonis, 6. Januar 1956 bis 17. Dezember 1956
Heinrich Schneider, 17. Dezember 1956 bis 11. Juli 1957
Ernst Schäfer, 11. Juli 1957 bis 2. Januar 1961
SPD-FraktionFriedrich Regitz

## Abgeordnete
| Mitglied des Landtages | Lebens- daten | Partei | Wahlkreis   | Bemerkungen |
| ---------------------- | ------------- | ------ | ----------- | --- |
| Erwin Albrecht         | 1900–1985     | CDU    | Saarbrücken | aus der CDU-Fraktion ausgeschlossen am 5. Dezember 1958; Gast der DPS-Fraktion vom 25. Februar 1959 bis zum 3. Oktober 1960 |
| Fritz Bäsel            | 1907–1975     | KP     | Saarbrücken | parteilos ab 21. März 1957 (Parteiverbot)                                                                                   |
| Richard Becker         | 1884–1969     | DPS    | Saarbrücken | |
| Georg Bittner          | 1893          | DPS    | Neunkirchen | nachgerückt am 13. Januar 1960                                                                                              |
| Karl-Heinz Buchholz    | 1914–1958     | DPS    | Saarbrücken | Ersatz für Maria Schweitzer ab 27. April 1956 (nach Entscheidung der Verfassungskommission); † 13. Dezember 1958            |
| Peter Clemens          | 1905–1981     | CDU    | Saarbrücken | |
| Kurt Conrad            | 1911–1982     | SPD    | Saarbrücken | Mandat niedergelegt am 26. Oktober 1957                                                                                     |
| Alfons Dawo            | 1895–1968     | CVP    | Neunkirchen | |
| Alfred Dohm            | 1922–1982     | SPS    | Neunkirchen | nachgerückt für Hermann Petri; in CDU-Fraktion übergetreten am 9. Januar 1957                                               |
| Norbert Engel          | 1921–2009     | SPD    | Neunkirchen | |
| Peter Engel            | 1918          | DPS    | Saarbrücken | |
| Jakob Feller           | 1917–2015     | CVP    | Neunkirchen | in die CDU-Fraktion übergetreten am 11. Februar 1957                                                                        |
| Irmgard Fuest          | 1903–1980     | CVP    | Neunkirchen | |
| Ludwig Habelitz        | 1889–1970     | CVP    | Saarbrücken | |
| Peter Hahn             | 1916          | CDU    | Saarbrücken | nachgerückt für Egon Reinert am 23. April 1959                                                                              |
| Arthur Heitschmidt     | 1893–1963     | DPS    | Saarbrücken | |
| Adolf Heiz             | 1892–1959     | DPS    | Saarbrücken | † 9. Februar 1959 |
| Walter Hoff            | 1924          | DPS    | Saarbrücken | nachgerückt am 13. Dezember 1958                                                                                            |
| Rudolf Hussong         | 1903–1967     | SPS    | Saarbrücken | nachgerückt für Peter Zimmer; in SPD-Fraktion übergetreten am 20. Oktober 1956                                              |
| Kurt John              | 1923–1988     | DPS    | Saarlouis   | |
| Heinrich Jungmann      | 1891–1964     | CVP    | Saarbrücken | |
| Otmar Kessler          | 1924–1989     | CVP    | Saarbrücken | nachgerückt für Franz Ruland am 16. Dezember 1957                                                                           |
| Johann Kiefer          | 1914          | CDU    | Neunkirchen | |
| Rudolf Kiwitter        | 1918          | CVP    | Saarlouis   | nachgerückt für Anton Merziger am 19. August 1956                                                                           |
| Nikolaus Kopp          | 1903–1979     | CDU    | Neunkirchen | nachgerückt am 3. Juni 1957; aus der CDU-Fraktion ausgetreten am 21. Oktober 1960                                           |
| Wilhelm Kratz          | 1905–1986     | CDU    | Saarlouis   | Mandat niedergelegt am 13. Juni 1959                                                                                        |
| Alwin Kulawig          | 1926–2003     | SPD    | Saarlouis   | |
| Julius von Lautz       | 1903–1980     | CDU    | Neunkirchen | |
| Emil Lehnen            | 1915–1984     | CVP    | Saarlouis   | |
| Walter Lorang          | 1905–1972     | CDU    | Neunkirchen | |
| Johann Loreng          | 1893–1975     | CDU    | Saarlouis   | |
| Julius Marschall       | 1888          | DPS    | Neunkirchen | |
| Anton Merziger         | 1887–1956     | CVP    | Saarlouis   | † 19. August 1956 |
| Hubert Ney             | 1892–1984     | CDU    | Saarlouis   | aus der CDU-Fraktion ausgetreten am 2. März 1959; Gast der DPS-Fraktion vom 2. März 1959 bis zum 3. Oktober 1960            |
| Hermann Petri          | 1883–1957     | SPS    | Neunkirchen | Mandat niedergelegt am 1. April 1956                                                                                        |
| Rudolf Recktenwald     | 1920–2010     | SPD    | Neunkirchen | |
| Friedrich Regitz       | 1925–1971     | SPD    | Neunkirchen | |
| Egon Reinert           | 1908–1959     | CDU    | Saarbrücken | † 23. April 1959 |
| Ilse Reiter            | 1920–2009     | DPS    | Saarbrücken | nachgerückt für Adolf Heiz am 9. Februar 1959                                                                               |
| Karl Riplinger         | 1904          | CDU    | Saarlouis   | nachgerückt am 13. Juli 1959                                                                                                |
| Franz-Josef Röder      | 1909–1979     | CDU    | Saarlouis   | |
| Franz Ruland           | 1901–1964     | CVP    | Saarbrücken | Mandat niedergelegt am 16. Dezember 1957                                                                                    |
| Ernst Schäfer          | 1915–1973     | DPS    | Neunkirchen | |
| Manfred Schäfer        | 1921–1999     | CDU    | Neunkirchen | |
| Werner Scherer         | 1928–1985     | CVP    | Neunkirchen | |
| Josef Schmitt          | 1921–1996     | CDU    | Saarlouis   | |
| Franz Schneider        | 1920–1985     | CVP    | Saarlouis   | |
| Heinrich Schneider     | 1907–1974     | DPS    | Saarbrücken | |
| Karl Heinz Schneider   | 1917–1991     | SPD    | Saarbrücken | nachgerückt am 4. November 1957                                                                                             |
| Ludwig Schnur          | 1909–1997     | CVP    | Saarbrücken | |
| Nikolaus Schreiner     | 1914–2007     | SPD    | Saarbrücken | Mandat niedergelegt am 4. November 1957                                                                                     |
| Fritz Schuster         | 1916–1988     | DPS    | Saarbrücken | |
| Maria Schweitzer       | 1902–1991     | CVP    | Neunkirchen | Mandat durch Verfassungskommission aberkannt am 27. April 1956                                                              |
| Erich Schwertner       | 1918–1965     | DPS    | Neunkirchen | Mandat niedergelegt am 12. Januar 1960                                                                                      |
| Hans Simon             | 1921–1957     | CDU    | Neunkirchen | † 18. Mai 1957 |
| Paul Simonis           | 1912–1996     | DPS    | Saarlouis   | |
| Karl Steinhauer        | 1902–1981     | CDU    | Saarlouis   | aus der CDU-Fraktion ausgetreten am 9. Dezember 1958; Gast der DPS-Fraktion vom 25. Februar 1959 bis zum 3. Oktober 1960    |
| Erich Walch            | 1920–2008     | KP     | Neunkirchen | parteilos ab 21. März 1957 (Parteiverbot)                                                                                   |
| Fritz Wedel            | 1916–1964     | DPS    | Neunkirchen | |
| Emil Weiten            | 1907–1993     | CVP    | Saarlouis   | aus Fraktion ausgetreten am 28. Juni 1960                                                                                   |
| Hans-Peter Will        | 1899–1990     | SPD    | Saarbrücken | |
| Karl Wolfskeil         | 1921–2000     | SPD    | Saarbrücken | nachgerückt am 26. Oktober 1957                                                                                             |
| Peter Zimmer           | 1887–1970     | SPS    | Saarbrücken | Mandat niedergelegt am 31. März 1956                                                                                        |